# فرودگاه بین‌المللی بوفالو نیاگارا
فرودگاه بین‌المللی بوفالو نیاگارا (به انگلیسی: Buffalo Niagara International Airport) یک فرودگاه همگانی بهره‌برداری هوایی با کد یاتا BUF است که یک باند فرود آسفالت دارد و طول باند آن ۲۶۹۰ متر است. این فرودگاه در کشور ایالات متحده آمریکا قرار دارد و در ارتفاع ۲۲۲ متری از سطح دریا واقع شده‌است.

## شرکت‌های هواپیمایی و مقصدهای پروازی
On average there are over 100 flights per day, with پرواز بدون توقف service to 23 cities across the ایالات متحده آمریکا، مکزیک, and the جمهوری دومینیکن.

### مسافری
| شرکت‌های هواپیمایی                         | مقصدهای پروازی |
| ----------------------------------------- | --- |
| امریکن ایرلاینز                           | شارلوت داگلاس |
| امریکن ایگل                               | اوهر شیکاگو، فیلادلفیا، ملی رونالد ریگان واشینگتن                                                                                         |
| دلتا ایرلاینز                             | هارتسفیلد-جکسون آتلانتا، متروپولیتن شهرستان وین دیترویت، لاگواردیا فصلی: مینیاپولیس−سنت پل                                                |
| دلتا کانکشن                               | لوگان، متروپولیتن شهرستان وین دیترویت، مینیاپولیس−سنت پل، جان اف کندی، لاگواردیا                                                          |
| فرانتیر ایرلاینز                          | ساوثوست فلوریدا (آغاز از ۱۰ دسامبر ۲۰۱۷), میامی (آغاز از ۱۰ دسامبر ۲۰۱۷), اورلاندو (آغاز از ۱۰ دسامبر ۲۰۱۷), تمپا (آغاز از ۶ دسامبر ۲۰۱۷) |
| جت‌بلو                                     | لوگان، فورت لادردیل–هالیوود، لس‌آنجلس، جان اف کندی، اورلاندو                                                                               |
| ساوت‌وست ایرلاینز                          | ثرگود مارشال بالتیمور واشینگتن، میدوی شیکاگو، فورت لادردیل–هالیوود، مک‌کاران، اورلاندو، فینکس اسکای هاربر، تمپا فصلی: ساوثوست فلوریدا      |
| یونایتد ایرلاینز                          | اوهر شیکاگو |
| یونایتد اکسپرس                            | اوهر شیکاگو، لیبرتی نیوآرک، دالس واشینگتن                                                                                                 |
| Vacation Express اجرا توسط ویواآئروبوس    | فصلی: کانکون، کینتانا رو |
| Vacation Express اجرا توسط دومینیکن وینگز | فصلی: پونتا کانا |

### باری
| شرکت‌های هواپیمایی                      | مقصدهای پروازی                                         |
| -------------------------------------- | ------------------------------------------------------ |
| Ameriflight                            | گریتر بینگمتن، منطقه‌ای المیرا\کورنینگ، پلتسبورگ        |
| فدکس اکسپرس                            | ایندیاناپلیس، ممفیس، مک‌دونالد-کارتیر اتاوا             |
| فدکس اکسپرس اجرا توسط مانتین ایر کارگو | لیبرتی نیوآرک                                          |
| یوپی‌اس ایرلاینز                        | لوئیویل، فیلادلفیا، سیراکیوز هنکاک, فصلی: تی. اف. گرین |